# AXN
Az AXN egy mozifilmeket, valamint akció-, dráma és krimisorozatokat sugárzó televíziós csatorna. 1997-ben indította el Ázsiában a Sony Pictures Entertainment.
Magyarországon és a közép-kelet-európai régióban 2003 óta sugároz, 2021 óta licenc alapján az Antenna Entertainment üzemeltetésében.

## Magyarországi története
A csatorna 2003. október 17-én kezdte meg működését hat országban, köztük Magyarországon. Bevezetésére az HBO Central Europe segítségével került sor, amelyben az SPTI akkoriban résztulajdonos volt (a Time Warner-rel és a Disney-vel együtt).
A csatorna első arculatváltása 2006 decemberében volt, amelyet a magyar székhelyű Factory Creative Studio tervezett. 2009 áprilisának közepén a csatorna Zoom címmel saját gyártású műsort indított. 2010. február 1-től a reklámszünetek alatt teljesen átlátszó lett a logó.
2012. november 1. óta teljesen magyar nyelvűek lettek a műsorajánlók és a grafikai elemek is, illetve a csatorna kiejtése is magyar lett (áikszen), leváltva ezzel a kilenc évig használt angol (éjekszen) kiejtést.
2015. február 11-én a Sony Pictures Television International megegyezett a Modern Times Group-pal a magyarországi Viasat 3 és Viasat 6 csatornák, illetve a Viasat Play catch-up szolgáltatás megvásárlásáról, hogy tovább bővítse magyarországi portfólióját, mely akkoriban az AXN, AXN White és AXN Black lineáris csatornákat, valamint az AXN Now és AXN Player digitális szolgáltatásokat tartalmazta. 
2016. március 17-én a csatorna új logót és arculatot kapott.
2019. október 13. óta a spanyol médiahatóságnál van bejegyezve és az ottani korhatár-besorolást (+12, +16, +18) használja.
2021 óta az Antenna Entertainment üzemelteti a csatornát a régióban.
A csatorna hangja indulásától fogva Welker Gábor.
A csatornán 2007 elejétől vannak magyar reklámok, a magyar reklámsávot ez év februárjától 2015-ig, valamint 2020. január 1. óta az RTL Saleshouse értékesíti, 2016-tól 2019-ig az Atmedia látta el a feladatot.

## Nemzetközi változatok

A csatorna egykori logója

Az AXN hatvan országban van jelen (több mint 100 millió háztartásában érhető el).

### A közép-európai régió
A csatorna Közép-Európában még Csehországban, Szlovákiában, Lengyelországban, Romániában és Bulgáriában van jelen a nap 24 órájában. A cég regionális központja Budapesten van, innen sugározzák a műsorokat, és a menedzsment is Magyarországról irányítja a csatorna tevékenységét.

### Jelenlegi csatornák
- AXN Adria – Elérhető Bosznia-Hercegovinában, Horvátországban, Észak-Macedóniában, Montenegróban, Szerbiában és Szlovéniában.
- AXN Asia – Elérhető Bruneiben, Hongkongban, a Kínai Népköztársaságban, Kambodzsában, Indonéziában, Laoszban, a Maldív-szigeteken, Mianmarban, Makaón, Malajziában, Palauban, Pápua Új-Guineában, a Fülöp-szigeteken, Szingapúrban, Sri Lankán, Thaiföldön, Tajvanon és Vietnamban. Ez a változat indult el elsőként 1997 szeptemberében, szingapúri központtal üzemel.[12]
- AXN Black – Elérhető Romániában, Bulgáriában, Lengyelországban, Csehországban és Szlovákiában.
- AXN Brazília
- AXN White – Elérhető Andorrában, Egyenlítői-Guineában, Bulgáriában, Csehországban, Lengyelországban, Portugáliában, Romániában és Szlovákiában.
- AXN Europe – Elérhető Bulgáriában, Csehországban, Magyarországon, Luxemburgban, Moldovában, Lengyelországban, Portugáliában, Romániában, Szlovákiában és Spanyolországban.
- Sony AXN – Elérhető Ausztriában, Németországban és Svájcban.
- AXN Middle East – Elérhető Algériában, Bahreinben, Iránban, Irakban, Egyiptomban, Kuvaitban, Libanonban, Katarban, Szaúd-Arábiában, az Egyesült Arab Emírségekben, Izraelben, Jordániában, Katarban, Szíriában és Jemenben.
- AXN Japán
- AXN Korea – Elérhető Dél-Koreában
- AXN Latin America – Elérhető Mexikóban, Kolumbiában, Venezuelában, Argentínában, Chilében, Ecuadorban, Közép-Amerikában, Peruban, Bolíviában, Paraguayban, Uruguayban, Jamaicában és a Dominikai Köztársaságban.
- AXN Portugália
- AXN Movies – Elérhető Portugáliában és Spanyolországban.
- AXN Spin – Elérhető Bosznia-Hercegovinában, Lengyelországban, Romániában, Horvátországban, Észak-Macedóniában, Szerbiában és Szlovéniában.
- AXN Mystery – Elérhető Japánban.
- AXN Now – VOD szolgáltatás
- AXN Pacific – Elérhető Ausztráliában, Új-Zélandon és Tuvaluban.

### Megszűnt csatornák
- AXN Beyond – A Fülöp-szigeteken, Hongkongban, Szingapúrban, Indonéziában és Thaiföldön volt elérhető 2012-ig.
- AXN Crime – Lengyelországban, Magyarországon, Romániában, Bulgáriában, Csehországban és Szlovákiában volt elérhető.
- AXN Black – Magyarországon és Portugáliában volt elérhető.
- AXN Olaszország
- AXN Hollandia
- AXN Izrael
- AXN White – Magyarországon és Spanyolországban volt elérhető.
- AXN Sci-Fi – Olaszországban, Lengyelországban, Magyarországon, Romániában, Bulgáriában, Csehországban és Szlovákiában volt elérhető.
- AXN India
- AXN Movies – Kanadában volt elérhető.

## Fordítás
Ez a szócikk részben vagy egészben  az   AXN című angol Wikipédia-szócikk ezen változatának fordításán alapul.  Az eredeti cikk szerkesztőit annak laptörténete sorolja fel. Ez a jelzés csupán a megfogalmazás eredetét és a szerzői jogokat jelzi, nem szolgál a cikkben szereplő információk forrásmegjelöléseként.